# Yon Tumarkin
Yon Tumarkin (en hebreo: יון תומרקין), (n. 22 de julio de 1989) es un actor israelí.

## Biografía

### Vida personal
Tumarkin es el hijo de Naama Tumarkin y escultor Yigal Tumarkin. Creció en Jaffa, a los 13 años, sus padres se divorciaron y se trasladó con su madre a Tel Aviv. Tumarkin se graduó de la escuela secundaria de Arte de Tel Aviv. El 18 de agosto de 2008 se alistó para el ejército israelí y recibió un aplazamiento del servicio por su trabajo en televisión.

### Carrera
Tumarkin apareció en tres temporadas de la serie Napoleón colinas de Niños emitido en Arutz HaYeladim, donde interpretó el papel principal. Participó en la película Seis millones de piezas, que se reproduce en la obra en un teatro Tzavta, participó en la película para televisión ¿Quién se robó el show?. La película para niños A ser hermanos, e interpretó el personaje principal en la serie de ciencia ficción Isla, emitido por Arutz HaYeladim en la primera temporada, donde interpretó a Tommy y Dylan, los personajes principales.
En 2008 actuó en la telenovela Expuestos de HOY, donde encarna a Raziel Alkana, que es corresponsal de los colonos. En 2009 y 2010 Tumarkin participó en la serie Split, donde interpretó el personaje de Leo, un vampiro de 600 años estudiante de secundaria. En 2009 Tumarkin ganó en Festigal el segundo lugar con la canción El poder del pensamiento. En 2010 interpretó en el Festigal a Alejandro Magno. En 2011 participó en Los signos de interrogación, que fue transmitido por Canal 2.
En el año 2012 viajó a los Estados Unidos para hacer una aparición especial en la famosa serie CSI, (Crime Scene Investigation), en el papel de un israelí que trafica droga, junto a su compañero de elenco Avi Kornik, en el capítulo "Prófugos de Israel".